# Synchrone digitale hiërarchie
De synchrone digitale hiërarchie (SDH) is een techniek die is ontwikkeld voor het transport van digitale telecommunicatiesignalen over glasvezelkabels, koper of straalverbindingen.

## Inleiding
Bij SDH wilde men nadelen die met het gebruik van Plesiochrone Digitale Hiërarchie als techniek voor een digitaal transportnet verbonden zijn oplossen.
Die nadelen zijn :
- Een PDH-netwerk is lastig te beheren.
- Het is niet mogelijk om 64kbit/s-tijdslots terug te vinden in een 34Mbit/s- of 140Mbit/s-framestructuur.
- Voor elke snelheid wordt een andere framestructuur toegepast.
- Verschillende hiërarchieën in de Verenigde Staten, Europa en Japan.

Op basis van het Amerikaans SONET is SDH door de ITU-T gestandaardiseerd.
SDH wordt momenteel gebruikt door alle telecombedrijven als techniek voor een digitaal backbone-netwerk.
Het kan gebruikt worden voor het transport van telefonieverkeer (ISDN, PSTN en GSM), videosignalen, datacommunicatieverkeer en internetverkeer.

## Netwerkstructuur
Zoals de naam al aangeeft wordt er gebruikgemaakt van een netwerkstructuur waarbij alle netwerkelementen gesynchroniseerd worden vanuit een centrale klok. Dat kan met behulp van een eigen atoomklok, maar in de praktijk kiest men vaak voor een gps-ontvanger.
Bij SDH wordt verder uitgegaan van een ringvormige structuur op de fysieke laag (laag 1 van het OSI-model). Het toegepaste medium is meestal glas-, maar ook koper- en straalverbindingen behoren tot de mogelijkheden. Het voordeel van de toegepaste ringstructuur is dat bij onderbrekingen de verbinding wordt omgerouteerd. In de figuur is dat weergegeven door de schop. Dit in tegenstelling tot PDH waarbij wordt gewerkt met punt-punt-verbindingen.
De SDH-ringstructuur bestaat uit add/drop-multiplexers, de driehoekjes in de tekening, die met behulp van een dubbele glasvezel met elkaar zijn verbonden. Een add/drop-multiplexer is een apparaat dat de te transporteren telecommunicatie signalen op de glasvezel plaatst en ze er weer van afhaalt. Er worden in een multiplexer signalen van verschillende bronnen samengevoegd.
Tussen de add/drop-multiplexers lopen zogenaamde Synchronous Transport Module-frames. Deze STM-frames hebben een constante frequentie: per seconde komen er 8000 frames op de verbinding langs. De frequentie van 8000 keer per seconde komt dan ook overeen met de bemonsteringsfrequentie van een analoog telefoniesignaal. Dat betekent dat een tijdslot van 64 kbit/s in een STM-1-frame is terug te vinden.
Het STM-1-frame is het frame met de laagste snelheid: 155 Mbit/s. SDH signalen met hogere bandbreedte worden aangeduid met STM-n waarbij n de bandbreedte factor ten opzichte van een STM-1 aangeeft. De volgende snelheden zijn gestandaardiseerd:
| Signaalnaam | Nominale bitrate  |
| STM-1       | 155,52 Mbit/s     |
| STM-4       | 622,08 Mbit/s     |
| STM-16      | 2488,32 Mbit/s    |
| STM-64      | 9953,28 Mbit/s    |
| STM-256     | 39.813,120 Mbit/s |

## Het STM-frame
Een STM-frame bestaat uit vier delen:
1. de regeneratorsectie-overhead
2. de multiplexersectie-overhead
3. de pointer
4. de payload.

Als we een STM-frame vergelijken met een trein die 8000 keer per seconde langs komt, is de payload te vergelijken met de laadruimte, de sectie-overhead met de cabine van de bestuurder en de pointer de lijst met de samenstelling van de trein.
In de laadruimte van het frame kunnen de containers met de klantinformatie geplaatst. De pointer geeft het begin van de container aan. In de sectieoverhead bevinden zich bits waarmee de SDH-netwerkelementen beheerd kunnen worden. De sectie-overhead is te splitsen in regenerator-overhead (de overhead boven de pointer) en multiplexeroverhead (de overhead onder de pointer).
Zoals uit de tekening blijkt is een regeneratorsectie een verbinding tussen twee regeneratoren of tussen een regenerator en een add/drop-multiplexer. De regeneratorsectie-overhead kan zowel door de multiplexers als de regeneratoren worden uitgelezen. De multiplexersectie-overhead kan alleen door de multiplexers worden uitgelezen.

## Sectieoverhead
De sectieoverhead bevat:
- A: bytes voor framesynchronisatie
- B: bytes voor foutcontrolebits voor zowel de regenerator- en multiplexersectie
- C: bytes voor de STM-1-identificatie
- D: bytes voor datacommunicatiekanalen voor het netwerkmanagement
- E: bytes voor Engineering Order Wire
- F: bytes gereserveerd voor andere doeleinden
- M: byte voor foutmeldingen
- S: byte voor de Synchronization Status Message Byte (SSMB)
- T: bytes voor toekomstig gebruik

Sommige van de genoemde bytes komen zowel voor in de regeneratoroverhead als de multiplexeroverhead. Zo geldt bijvoorbeeld voor de foutcontrolebytes dat er in de regeneratoren een controle plaatsvindt op de bits in de regeneratorsectie en dat er in de multiplexers een controle plaatsvindt op de bits in de regenerator- en de multiplexersectie. Zo is er ook de mogelijkheid voor Engineering Order Wire voor zowel de regenerator- als de multiplexersectie.
Met behulp van de add/drop-multiplexers kunnen klantsignalen via de STM-frames vervoerd worden over de SDH-ring. Door de klanten worden meestal PDH-signalen aangeboden die door de add/drop-multiplexers in zogenaamde containers worden verpakt. Dit is te vergelijken met het verpakken van de huisraad in verhuisdozen.

## De SDH-container
Er zijn verschillende containers:
- voor 2 Mbit/s een C-12,
- voor 34 Mbit/s en 45 Mbit/s een C-3
- en voor 140 Mbit/s een C-4.

Het zal duidelijk zijn dat de containers oplopen in grootte.
Net zoals er bij een verhuisdoos ruimte overblijft, omdat de doos nooit helemaal wordt gevuld door de huisraad, zijn de containers groter dan voor het transporteren van een PDH stroom per se nodig is. Deze ruimte wordt opgevuld met zogenaamde stuffingbits. Alleen indien de Containers worden gevuld met ATM-cellen zijn stuffingbits overbodig. Maar met name een container C-3 wordt slechts gedeeltelijk opgevuld met een 34Mbit/s-PDH-stroom. Er past zelfs een 45 Mbit/s in.
Bij de container wordt de zogenaamde Pathoverhead gevoegd. Deze Pathoverhead bestaat voor een VC-4 uit 9 bytes en bevat onder andere bits voor:
- de Path-bewaking;
- de error-performance monitoring;
- het aangeven van de inhoud van de container;
- alarm- en foutmeldingen;
- een gebruikerskanaal.

De combinatie van container en pathoverhead wordt "virtuele container" genoemd. Een path is een route (pad) door het netwerk, dat over meerdere multiplexersecties (en regeneratorsecties) kan lopen. Een path begint met het inpakken van de virtuele container en eindigt met het uitpakken van de virtuele container. Door het netwerk kan aan de hand van de error-performance de kwaliteit van de verbinding gecontroleerd worden.
Na het toevoegen van de pathoverhead wordt de pointer aan de virtuele container toegevoegd. De functie van de pointer is om fase en looptijdsverschillen tussen de container en het STM-1-frame op te vangen. De pointer geeft het begin van de container in het frame aan. De pointerwaarde van een VC-4 kan variëren tussen de 0 en 783. De pointer kan hiermee slechts elk derde byte van de container adresseren. De pointer heeft ook nog de mogelijkheid om door middel van justificatiebits snelheidsafwijkingen op te vangen.
De combinatie van pointer en virtuele container wordt een Tributary Unit genoemd. Afgekort TU. Meerdere Tributary Units vormen een Tributary Unit Groep. Een Tributary Unit Groep wordt gebruikt om meerdere kleinere (low order) containers samen te voegen in één grotere container. Dit kan worden vergeleken met het bij een verhuizing meerdere kleinere spullen, bijvoorbeeld bestek, in een kleine doos stoppen die met andere kleine dozen in een grote verhuisdoos wordt geplaatst. Indien een container groot genoeg is om als afzonderlijke eenheid in het STM-1 frame te worden geplaatst wordt gesproken van een High order Container. De combinatie van High order Container en Pointer wordt Administrative Unit genoemd.
Hierna voegt de add-/dropmultiplexer de sectieoverhead toe en kan het gehele frame verstuurt worden. In de onderstaande tekening zijn de verschillende fases van het multiplexproces weergegeven.
Tevens vinden we hierin terug wat de transportcapaciteit van een STM-1-frame is voor de verschillende soorten Containers.
- In een VC-4 is ruimte voor een C-4 of voor 3 maal een TUG-3.
- Een TUG-3 kan een VC-3 bevatten of 7 maal een TUG-2.
- Een TUG-2 kan 3 maal een VC-12 bevatten.

Snel rekenwerk met de zakjapanner leert ons dat het product van 3 TUG-3 maal 7 een TUG-2 maal 3 een C-12, 63 C-12 zijn die in een VC-4 passen.
Indien geen gebruik wordt gemaakt van een STM-1 maar van een STM-16, moet dit getal met 16 worden vermenigvuldigd.
Via een optische 2,5Gbit/s-verbinding kunnen 16 maal 63 2Mbit/s-1008-verbindingen worden getransporteerd. Dat komt overeen met 30.240 telefoongesprekken van 64 kbit/s.

## De lagen van het SDH-netwerk
Het SDH-netwerk kan beschouwd worden als een gelaagd netwerk: tussen de lagen is sprake van een cliënt-serverrelatie. Een laag levert diensten aan een hoger gelegen laag en ontvangt diensten van de lager gelegen laag. Deze lagen van het SDH-netwerk zijn op hun beurt weer te plaatsen in laag 1 van het OSI-model.
Op de onderste laag vinden we het fysieke medium, dat meestal een glasvezel zal zijn. Hierboven bevinden zich de al eerder besproken regeneratorsectie en de multiplexersectie. Deze worden samengevoegd worden dat in de Sectionlayer. De glasvezellaag verbindt twee regeneratoren met elkaar.
Terwijl de regeneratorlaag op zijn beurt weer voor een verbinding tussen twee multiplexers zorgt. De multiplexerlaag biedt aan de bovenliggende laag toegang tot het netwerk en transport naar de dichtstbijzijnde multiplexer.
Hierboven vinden we de Path layer die uit resp. een High Order Path en een Low Order Path bestaat. Het High Order Path is een route voor een VC-4 door een SDH-netwerk dat over meerdere multiplexsecties of SDH-ringen voert.
Een Low Order Path voert over meerdere High Order Paths.
Hierbij wordt de VC-12 in een andere VC-4 ingepakt na uit zijn oorspronkelijke VC-4 te zijn uitgepakt. Een Path (High of Low order) loopt van het punt waar de container wordt gevuld en waar Path-overhead wordt toegevoegd. Het Path stopt waar de Path-overhead wordt verwijderd en uitgelezen en waar de lading wordt uitgepakt.
De circuitlayer bestaat in dit voorbeeld uit het transport van een PDH door een SDH-netwerk en over lokale uitlopers. Voor het transport hierover zou bijvoorbeeld gebruik kunnen worden gemaakt van HDSL-modems. Een kenmerk van PDH-verbindingen via SDH is dat deze verbindingen altijd transparant zijn. Het netwerk past zich met behulp van de pointer, justificeringsbits etc. aan de snelheidsvariaties van het PDH-signaal aan. Er vindt dus geen synchronisatie van klantsignalen door het netwerk plaats.
De routering door het SDH-netwerk mag niet verward worden met de routering op laag 3 van het OSI-netwerk, de routering door het SDH-netwerk heeft een permanent karakter. De toewijzing van verbindingen via een SDH-netwerk gebeurt vanuit een netwerkmanagementcentrum, dat ook verantwoordelijk is voor het constateren en het oplossen van storingen.
De verbindingen door het SDH-netwerk kunnen bestemd zijn voor interne klanten of voor externe gebruikers. Het SDH-netwerk vervult de functie van het universeel transportnetwerk in het modulair beheermodel.

## SDH in de toekomst
Omdat SDH een grote overhead heeft worden internetrouters met elkaar verbonden op basis van glasvezel. De internetprotocollen zorgen hierbij voor het netwerkmanagement. Dit leidt tot in theorie een betere benutting van de netwerkcapaciteit. Het beheer van een dergelijk netwerk is echter minder gestructureerd.
De trend is op dit ogenblik het gebruik van IP als universele drager voor alle soorten van telecommunicatie.
Daarnaast zijn er ontwikkelingen op het gebied van de transmissietechniek. Door gebruik van golflengtemultiplexing ook bekend als WDM kan de capaciteit van glasvezel nog beter benut worden. Snelheden van 10 Gbit/s of meer zijn mogelijk geworden.